# Parmenomorpha irregularis
Parmenomorpha irregularis là một loài bọ cánh cứng trong họ Cerambycidae.